# Янин, Алексей Евгеньевич
Алексей Евгеньевич Янин (укр. Олексій Євгенович Янін; 5 октября 1983, Запорожье — 7 апреля 2022, Мариуполь) — украинский военнослужащий подразделения Национальной гвардии Украины (позывной «Таец»). Участник российско-украинской войны, погибший в ходе российского вторжения на Украину. Чемпион Украины по кикбоксингу. Чемпион мира по тайскому боксу (муай-тай).

## Биография
Алексей Евгеньевич Янин родился 5 октября 1983 года в Запорожье. В 9 лет стал заниматься боксом. С 21 года ушёл в тайский бокс. С 23 по 26 сентября 2010 года принял участие в финале Кубка Украины по кик-боксингу в городе Павлоград, где занял первое место. В 2011 году в Минске принял участие в чемпионате мира среди профессионалов по муай-тай. В августе 2014 года в Харькове на чемпионате Украины занял первое место.
В 33 года встретил жену Тамару, венчание прошло на острове Хортица. В 2019 году у пары родился сын.
Вступил в ряды ВСУ добровольцем в 2014 году. Служил в отдельном отряде специального назначения Нацгвардии «Азов». 10 марта 2022 года во время обороны Мариуполя получил пулевое ранение в ногу и три недели провёл в госпитале. Погиб 7 апреля 2022 во время обороны Мариуполя.
У Алексея осталась жена и сын Назарий.
Посмертно «за личное мужество и самоотверженные действия, проявленные в защите государственного суверенитета и территориальной целостности Украины, верность военной присяге» награждён орденом «За мужество» ІІІ степени.